# Живјела Југославија
Живела Југославија је југословенска патриотска песма. Била је то једна од најпопуларнијих и најизвођенијих песама у време СФР Југославије, посебно на празнике као што су Дан Републике, Дан младости или 1. мај. Живјела Југославија је први пут отпевана на Вашем шлагеру сезоне 1979. у извођењу групе Индекси, тј. Даворина Поповића. Музику и текст написао је Кемал Монтено, а аранжман Фадил Реџић, члан Индекса.